# Vinicius i Tom
Vinicius i Tom su službene maskote Olimpijskih i Paraolimpijskih igara 2016. u Rio de Janeiru, Brazil. Maskota Ljetnih igara je Vinicius, a paraolimpijskih Tom.

## Povijest
Maskote su prvotno objavljene bez imena 23. studenog 2014. Imena maskota su utvrđena javnim glasovanjem. Vinicius i Tom su pobijedili dvije druge grupe imena u online-glasovanju, s 44 posto glasova od njih ukupno 323.327. Rezultati su objavljeni 14. prosinca 2014. godine. Ostala imena koja su bila ponuđena bila su: "Oba i Eba" te "Tiba Tuque i Esquindim". 
Imena su dana u počast dvojici skladatelja brazilske pjesme "The Girl from Ipanema", Tomu Jobimu i Viniciusu de Moraesu. Crtani film s ovim likovima izašao je na programu "Cartoon Network", 5. kolovoza 2015.